# Prestonia seemannii
Prestonia seemannii är en oleanderväxtart som beskrevs av John Miers. Prestonia seemannii ingår i släktet Prestonia och familjen oleanderväxter. Inga underarter finns listade i Catalogue of Life.